# Viola kauaensis
Viola kauaensis är en violväxtart som beskrevs av Asa Gray. Viola kauaensis ingår i släktet violer, och familjen violväxter. Utöver nominatformen finns också underarten V. k. wahiawaensis.